# Snuf de hond en de jacht op Vliegende Volckert
Snuf de hond en de jacht op Vliegende Volckert is een Nederlandse speelfilm uit 2008. Regisseur is Steven de Jong.

## Verhaal
Snuf de hond is met zijn baasje Tom op jacht naar de aanvaller van de jachtopziener. Er doen geruchten de ronde dat de dader Vliegende Volckert zou zijn, een figuur uit een oude legende.